# 596 v. Chr.
Portal Geschichte | Portal Biografien | Aktuelle Ereignisse | Jahreskalender | Tagesartikel

◄ |
7. Jahrhundert v. Chr. |
6. Jahrhundert v. Chr. |
5. Jahrhundert v. Chr. |
►

◄ | 610er v. Chr. | 600er v. Chr. | 590er v. Chr. | 580er v. Chr. |
570er v. Chr. |
►

◄◄ | ◄ | 599 v. Chr. | 598 v. Chr. | 597 v. Chr. | 596 v. Chr. |
595 v. Chr. |
594 v. Chr. |
593 v. Chr. |
► |
►►